# Monarca del paradís de Bates
El monarca del paradís de Bates (Terpsiphone batesi) és una espècie d'ocell de la família dels monàrquids (Monarchidae) que habita els boscos d'Àfrica central, a Camerun, el Gabon, est de la República Democràtica del Congo, sud-oest de la República del Congo i nord d'Angola.